# پرندگان شکاری (کمیک)
پرنده‌های شکاری (به انگلیسی: Birds of Prey) عنوان چندین مجموعه، سری‌کوتاه و نسخه‌های ویژه کتاب‌های کامیک آمریکایی که از سال ۱۹۹۶ توسط شرکت دی‌سی کامیکس منتشر می‌شد. اساس آغاز این مجموعه کتاب با همکاری دو شخصیت بلک کنیری و باربارا گوردون شکل گرفت که در آن زمان با اسم رمز اوراکل شناخته می‌شد، اما با گذشت زمان این تیم گسترش یافت و شامل شخصیت‌های ابرقهرمان دیگری شد. این تیم وابسته به تیم لیگ عدالت می‌باشد.
مقر اصلی این تیم ابتدا در گاتهام سیتی واقع بود و بعدها در متروپلیس اداره می شد، و سپس یکبار دیگر به «پلوتونیم فِلتز»، کالیفرنیا نقل مکان کرد. مکان جدید آن‌ها در پرنده‌های شکاری سال ۲۰۰۸ معرفی شد.
هستهٔ اصلی تیم توسط اوراکل و بلک کنیری بنا شده است ، در کنار لیستی از شخصیت هایی که گاهی برای مدت طولانی یا گاهی صرفاً برای یک ماجراجویی به این تیم پیوستند. پس از ترک تیم توسط بلک کنیری و هانترس به عنوان عضو اصلی و رهبر گروه در کنار اعضای اصلی جدید باقی ماند. به دنبال رخداد های مجموعه « فلش‌پوینت » ( ۲۰۱۱ ) ، شرایط فیزیکی باربارا گوردون بهبود می یابد و مجدداً به هویت سابق خود ، بت‌گرل باز می گردد و در نتیجه برای مدت کوتاهی از تیم جدا می شود . با وجود ماهیت و فهرستی از شخصیت‌های مؤنث در این تیم، شخصیت‌ های مرد نیز از جمله : نایت وینگ و گربه‌وحشی و سَونت و الکساندر کریئوت اغلب در مأموریت ها به آن‌ها کمک می کردند. علاوه بر این ، هاوک و داو نیز به این گروه ملحق شدند، که هاوک تبدیل به اولین عضو باربارا گوردون)
- بلک کنیری (داینا دریک لنس)
- هانترس (هلنا برتینلی)
- لیدی بلک‌هاوک (زیندا بلیک)

### شخصیت‌های پیوسته در طی زمان
- بیگ باردا (باردا فری)
- بلک آلیس (لری زکلین)
- بلو بیتل (تِد کُرد)
- زن گربه‌ای (سیلینا کایل)
- کاساندرا کین
- جیپسی (سینتیا رینولدز)
- جودومستر (سونیا ساتو)
- هاوک‌گرل (کندرا سندرز)
- داو (داون گرنجر)
- هنک (هنک هال)
- آیس (تورا اولافسداتر)
- کاتانا (تاتسو یاماشیرو)
- لیدی شیوا (ساندرا ووسان)
- من‌هانتر (کیت اسپنسر)
- میسفیت (شارلوت گیج-رادکلیف)
- پویزن آی‌وی (پاملا لیلیان آیزلی)
- پاور گرل (کارن استار/کِرا زُور-اِل)
- ویکسن (مری جیوی مک‌کیب)

## در رسانه‌ها

### فیلم
در نوامبر ۲۰۱۶، فیلم‌نامه‌نویس کریستینا هودسون به منظور نگاشتن سناریو اقتباس مجموعه پرنده‌های شکاری انتخاب شد، فیلمی متشکل از گروه‌های ابرقهرمانی و ابرشرور دی‌سی کامیکس که در مجموعه فیلم‌های دنیای سینمایی دی‌سی قرار دارد. مارگو رابی از فیلم جوخه انتحار یکبار دیگر در نقش هارلی کویین و همچنین یکی از تهیه‌کنندگان فیلم حضور خواهد داشت. در این فیلم رابی به شخصیت‌های بلک کنیری، هانترس، کاساندرا کین و رنی مونتویا به ترتیب با نقش‌آفرینی جرنی اسمالت، مری الیزابت وینستد، الا جی باسکو و رزی پرز خواهد پیوست و یوان مک‌گرگور در نقش رومن سایونس / سیاه نقاب، به عنوان هماورد اصلی فیلم حضور خواهد داشت. در آوریل ۲۰۱۸، برادران وارنر، کتی یان را به عنوان کارگردان فیلم انتخاب کرد. کار فیلم‌برداری از ۱۵ ژانویه ۲۰۱۹ آغاز خواهد شد و در نهایت تاریخ ۷ فوریه ۲۰۲۰ به‌روی پرده‌های سینما خواهد رفت.